# Satyros oder Der vergötterte Waldteufel
Satyros oder Der vergötterte Waldteufel ist ein Schauspiel von Johann Wolfgang Goethe. Es entstand im Sommer 1773 in Frankfurt am Main, erschien aber erst 1817 im 9. Band von Goethes Werkausgabe bei Cotta.

## Form
Das Werk ist in freien Knittelversen verfasst und trotz seiner Kürze von 483 Versen in fünf Akte aufgeteilt.

## Inhalt
Der erste Akt beginnt mit einem Monolog, in dem ein Einsiedler das einfache, genügsame Leben in der Natur preist und begründet, warum er vor der „Narrheit“ der Menschen geflohen ist. Dann hört er einen Schmerzensschrei und ein Satyr tritt auf, der sich am Bein verletzt hat. Der Einsiedler pflegt ihn in seiner Hütte, der Satyr verhält sich jedoch grob und undankbar, auch das einfache Essen des Einsiedlers weist er zurück. Der Einsiedler verlässt die Hütte, um etwas Besseres zu besorgen.
Im zweiten Akt verlässt der Satyr die Hütte und stiehlt dem Einsiedler ein Leintuch, womit er sich bedecken will, damit die Mädchen, denen er begegnen könnte, nicht vor ihm fliehen. Das an der Wand hängende Kreuz, vor dem der Einsiedler betete, reißt er herab und wirft es in einen Bach.
Im dritten Akt begegnet der Satyr zwei Mädchen, Arsinoe und Psyche. Während Psyche von seinem Gesang betört ist, bleibt Arsinoe misstrauisch. Sie holt ihren Vater Hermes herbei und „allerlei Volk“ drängt sich um die Gruppe. Wegen seiner Redeweise, seiner geheimnisvollen Herkunft und seiner angeblichen Fähigkeiten erscheint der Satyr den Menschen wie ein Gott und sie beginnen, ihn zu verehren. Er predigt ihnen, sie seien zu Sklaven ihres Eigentums und ihres zivilisierten Lebens geworden und sollten nun mit ihm im Wald leben und sich von rohen Kastanien ernähren. Das verblendete Volk ist begeistert.
Zu Beginn des vierten Aktes hockt das Volk Kastanien essend beieinander, während der Satyr ihnen seine scheinbaren Weisheiten predigt. Der Einsiedler kommt hinzu, stellt den Satyr wegen des Diebstahls zur Rede und nennt ihn „Du ungezogen schändlich Tier!“ und „Du hinkender Teufel!“. Für diese Lästerung will das Volk ihn steinigen. Er soll in Hermes’ Wohnung festgehalten und später im Tempel geopfert werden.
Der fünfte Akt beginnt in Hermes’ Wohnung, wo dessen Frau Eudora sich um ihn kümmert: Sie steht als Einzige nicht unter dem Bann des Satyrs, bezeichnet ihn als „Tier“ und deutet an, dass er versucht habe, sie zu vergewaltigen. Sie hat einen Plan, um den Einsiedler zu retten: Sie will den Satyr in die inneren Hallen des Tempels locken, während der Einsiedler sich vor dem Volk verteidigt.
Bei der Opfer-Zeremonie im Tempel sagt Satyros, er habe dem Einsiedler verziehen und überlasse es dem Volk, ob dieser am Leben bleiben oder sterben soll. Das Volk will seinen Tod, Satyros will diesen aber nicht mit ansehen und zieht sich in das „Heiligtum“ des Tempels zurück. Der Einsiedler versucht sein Leben zu retten, indem er von seinen „Künsten“ spricht, die er das Volk lehren könnte – sogar den Stein der Weisen besäße er. Während Hermes darauf eingehen will, zerrt das Volk den Einsiedler zum Altar und drückt Hermes ein Messer in die Hand. In diesem Moment hört man Eudoras Hilfeschreie aus dem Heiligtum, Hermes reißt dessen Türen auf und man sieht „Eudora, sich gegen des Satyros Umarmungen verteidigend“. Erst jetzt erkennt das Volk, dass der Satyr eher ein Tier als ein Gott ist. Dieser verachtet das Volk und will „zu edlern Sterblichen“ weiterziehen.

## Entstehung und Eigenzeugnis Goethes
Das Drama entstand im August und September 1773 in Frankfurt, vermutlich unter dem literarischen Einfluss Georg Philipp Harsdörffers und Christoph Martin Wielands sowie der Fastnachtsspiele von Hans Sachs. Die Arbeiten fielen laut einem Brief des Autors an Carl Friedrich Zelter vom 11. Mai 1820 zeitlich mit der Niederschrift des Prometheus-Fragments und der ersten Szenen des Urfaust zusammen. 
Im 13. Buch von Aus meinem Leben. Dichtung und Wahrheit stellte Goethe es seinem Werk Ein Fastnachtsspiel vom Pater Brey gegenüber, wobei er in diesem einen „zarten und weichen“ Apostel, im Satyros hingegen einen „tüchtigern und derbern […] mit gutem Humor dargestellt“ habe. Dies war Anlass für erfolglose Versuche von Literaturwissenschaftlern, historische Vorbilder für das Drama ausfindig zu machen.
Das Originalmanuskript ist verschollen und Goethe hielt sein Werk deswegen für gänzlich verloren, bis ihm Friedrich Heinrich Jacobi 1809 eine Abschrift zusandte. Auf Grundlage dessen erschien die erste Druckfassung 1817 im neunten Band der von Johann Friedrich Cotta verlegten Gesamtausgabe.